# توم هوبير (سائق سباق)
توم هوبير (بالإنجليزية: Tom Hubert)‏ هو سائق سباق أمريكي، ولد في 6 أغسطس 1964 في كوتونوود في الولايات المتحدة.

## وصلات خارجية
- توم هوبير على موقع Racing-Reference.info (الإنجليزية)